# Wude (köping i Kina, Yunnan)
Wude är en köping i Kina. Den ligger i provinsen Yunnan, i den sydvästra delen av landet, omkring 170 kilometer nordost om provinshuvudstaden Kunming. Antalet invånare är 40 155. Befolkningen består av 18 453 kvinnor och 21 702 män. Barn under 15 år utgör 21,0 %, vuxna 15-64 år 68 %, och äldre över 65 år 9,0 %.
Genomsnittlig årsnederbörd är 1 007 millimeter. Den regnigaste månaden är juni, med i genomsnitt 230 mm nederbörd, och den torraste är januari, med 9 mm nederbörd.